# سراسکند سفلی
سراسکند سفلی یکی از روستاهای استان آذربایجان شرقی است که در دهستان آتش‌بیگ بخش نظرکهریزی شهرستان هشترود واقع شده‌است.